# Nowo narodzony

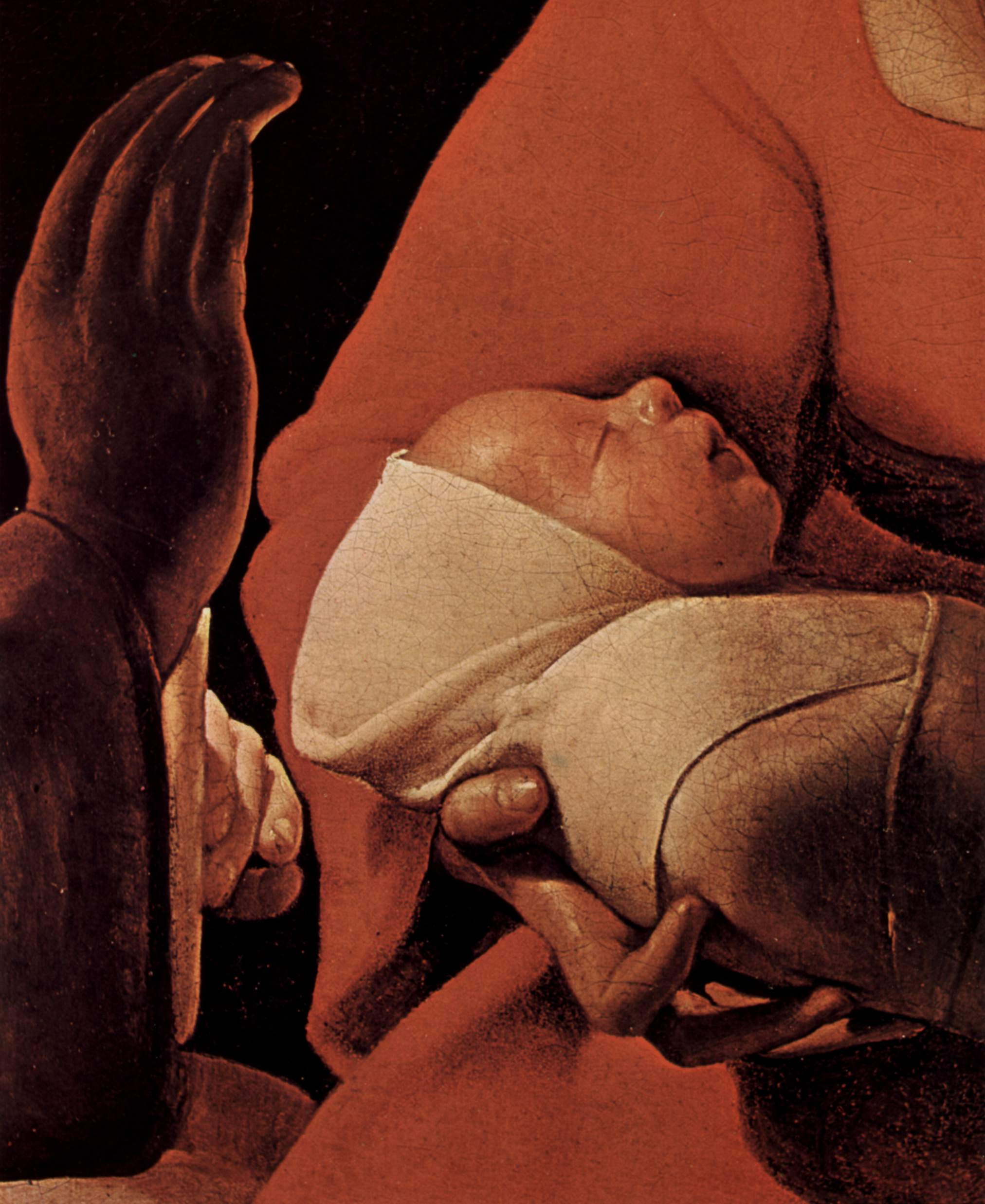
Nowo narodzony (fragment)

Nowo narodzony, Nowonarodzony lub Narodziny (fr. Le Nouveau-né) – niesygnowany obraz francuskiego malarza Georges’a de La Toura, datowany na lata 40. XVII wieku.

## Opis
Obraz był jednym z dzieł, złupionych w 1794 roku podczas rewolucji francuskiej i przekazanych do Muzeum Sztuk Pięknych w Rennes, gdzie znajduje się do dziś. W inwentarzu tych dzieł za autora obrazu podano Godfrieda Schalckena. Niejasne jest, z czyjej kolekcji dzieło zostało zabrane. W 1863 Muzeum w Rennes odwiedził Hippolyte Taine i w wydanym później Carnet de Voyage. Notes sur la province, 1863-1865 zamieścił opis wrażeń, jakich dostarczyło mu płótno Nowo narodzony. Taine napisał, iż jest to obraz przypisywany braciom Le Nain i faktycznie taka atrybucja utrzymywała się przez dłuższy czas.
Dopiero na podstawie badań przeprowadzonych przez niemieckiego historyka sztuki Hermanna Vossa i opublikowanych w 1915 roku, Nowo narodzonego przypisano La Tourowi. Atrybucja ta jest bezdyskusyjnie podtrzymywana do dziś. Pierwszą wystawą, na której eksponowano Nowo narodzonego, była wystawa w Royal Academy w Londynie w 1932 roku – pierwsza wystawa w historii, na której zaprezentowane były obrazu Georges’a de La Toura. Oprócz Nowo narodzonego eksponowano tam Oszusta z asem karo. W latach 1934–35 obraz brał udział w wystawie Peintres de la Réalité w paryskiej Oranżerii wraz z 11 innymi dziełami La Toura. Wystawa ta odkryła dorobek i postać tego malarza dla szerszej publiczności oraz spowodowała zainteresowanie nim.
Płótno przedstawia trzy postacie, umieszczone na czarnym tle, w nieokreślonej przestrzeni i miejscu.   Dwie siedzące kobiety, z których jedna trzyma dziecko, ukazane są do kolan i w całości wypełniają kadr. Jedynym źródłem światła jest niewidoczna świeca, trzymana przez kobietę z lewej strony. Postać ta jest zwrócona profilem do widza, w stronę siedzącej obok drugiej kobiety, usadowionej en face i trzymającej na kolanach niemowlę. Obie spokojnie wpatrują się w śpiące dziecko, ciasno zawinięte w pieluszki. Kolorystyka obrazu ogranicza się odcieni czerwieni, pomarańczu i brązu oraz bieli i czerni. Kompozycja jest bardzo prosta, niezakłócona przez zbędne elementy, postacie proste, o uproszczonych, niemal kubicznych formach.
Poprzez swoje walory światłocieniowe obraz wpisuje się w caravaggiowską tradycję nokturnów, podejmowanych przez La Toura w późniejszej twórczości. Na początku swojej drogi artystycznej tworzył bowiem obrazy ze scenami w świetle dziennym, takie jak np. Oszust z asem karo czy Wróżka. Później jednak (przypuszcza się, że w następstwie wojny w Lotaryngii) malował płótna nocne, oświetlane jedynie świecą lub pochodnią.
Chociaż postacie na obrazie nie mają aureol (co jest typowe dla La Toura) ani żadnych innych atrybutów, często obraz interpretuje się jako przedstawienie małego Jezusa, trzymanego przez Matkę Bożą. Drugą kobietą byłaby zapewne św. Anna, siedząca bokiem do patrzącego.